# Horst Buchholz
Horst Werner Buchholz (ur. 4 grudnia 1933 w Berlinie, zm. 3 marca 2003 w Berlinie) – niemiecki aktor. 
W młodości był nazywany „Niemieckim Jamesem Deanem”. Stałe miejsce w historii kina przyniosła mu rola Chico w westernie Siedmiu wspaniałych (1960). 

## Życiorys

### Wczesne lata
Urodził się w Berlinie jako syn Marii Hasenkamp. Nigdy nie znał swojego biologicznego ojca, a nazwisko przyjął od ojczyma Hugo Buchholza, z zawodu szewca, którego matka poślubiła w 1938. Jego przyrodnia siostra Heidi (ur. 1941) dała mu przydomek „Hotte”, którego używał przez resztę swojego życia. W czasie II wojny światowej został ewakuowany na Śląsk, a na koniec wojny znalazł się w rodzinie zastępczej w Czechosłowacji. Powrócił potem do Berlina.

### Kariera
Ledwo skończył szkołę teatralną, szybko opuścił dom rodzinny w Berlinie Wschodnim. W 1949 w Berlinie Zachodnim pojawił się na scenie Schiller Theater, a także w radiu w słuchowiskach i audycjach dla młodzieży, w tym Emil i detektywi Ericha Kästnera. Zadebiutował na ekranie w roli Eina Rabatzera w dramacie Przemytnicy (Sündige Grenze, 1951). Zwrócił na siebie uwagę liryczną rolę Vincenta Loringera w melodramacie fantasy Juliena Duviviera Marianna moich marzeń (Marianne, meine Jugendliebe, 1955). Za rolę funkcjonariusza straży granicznej Mischy Bjelkina, który pomaga kobiecie przedostać się z synem przez Niemcy Zachodnie i Wschodnie w melodramacie Helmuta Käutnera Niebo bez gwiazd (Himmel ohne Sterne, 1955) otrzymał Niemiecką Nagrodę Filmową za najlepszy występ młodego aktora i nagrodę Bambi dla najlepszego aktora krajowego. W dramacie kryminalnym Chuligani (Die Halbstarken, 1956) zagrał przywódcę gangu Freddy’ego Borcherta. Kreacja Felixa Krulla w komediodramacie Wyznania hochsztaplera Feliksa Krulla (Bekenntnisse des Hochstaplers Felix Krull, 1957) na podstawie powieści Thomasa Manna została uhonorowana nagrodą Bambi dla najlepszego aktora krajowego i wyróżnienie na Międzynarodowym Festiwalu Filmowym w Karlowych Warach. Jego rola dziennikarza Grega Bachmanna, który wychodzi z więzienia na sześć miesięcy przed końcem kary w dreszczowcu Mokry asfalt (Nasser Asphalt, 1958) przyniosła mu nominację do nagrody Bambi dla najlepszego aktora krajowego. W dramacie historycznym Zmartwychwstanie (Auferstehung, 1958) na motywach powieści Lwa Tołstoja Zmartwychwstanie został obsadzony w roli arystokraty Dymitra Iwanowicza Niechludowa. Sukces komercyjny odniósł w roli polskiego marynarza handlowego Bronisława Korczyńskiego w dramacie kryminalnym J. Lee Thompsona Nieletni świadek (Tiger Bay, 1959) z Hayley Mills. 
W 1959 wystąpił na Broadwayu w roli Frédéricka Pelouxa w przedstawieniu Colette Chéri. Rok później trafił do Hollywood. W legendarnym westernie Johna Sturgesa Siedmiu wspaniałych (The Magnificent Seven, 1960) u boku Yula Brynnera i Steve’a McQueena przekonująco zagrał rolę Chico, narwanego i dumnego rewolwerowca–żółtodzioba. 
Wystąpił w roli Mariusa w melodramacie Joshuy Logana Fanny (1961), jako komunista Otto Ludwig Piffl w komedii politycznej Billy’ego Wildera Raz, dwa, trzy (One, Two, Three, 1961) z udziałem Jamesa Cagneya i Nathuram Godse w dramacie kryminalnym neo-noir Marka Robsona Nine Hours to Rama (1963) z José Ferrerem. Jednak dobrze rozpoczęta kariera załamała się pod koniec lat 60. Buchholz nie zagrał już praktycznie żadnej znaczącej roli. W wielkim stylu udało mu się powrócić rolą doktora Lessinga, stałego klienta restauracji Eliseo, który często próbuje rozwiązywać zagadki w komediodramacie
wojennym Roberta Benigniego Życie jest piękne (La vita è bella, 1997).

## Życie prywatne
W 1958 poślubił francuską aktorkę Myriam Bru. Pozostali małżeństwem do śmierci Horsta w 2003. Mieli dwoje dzieci; syna Christophera (ur. 4 lutego 1962 w Los Angeles) i córkę Beatrice.
W 2000 w wywiadzie dla niemieckiego magazynu „Bunte” Buchholz wyznał: - „Tak, też uwielbiam mężczyzn. Ostatecznie jestem biseksualny”.
Christopher również został aktorem; w 2005 zrealizował film dokumentalny pt. Horst Buchholz - mój ojciec.
Buchholz zmarł 3 marca 2003 w klinice Charité w Berlinie w wieku 69 lat na zapalenie płuc, które rozwinęło się po operacji złamanej szyjki kości udowej.

## Filmografia

### Filmy fabularne
- 1951: Pinokio jako Knot (głos, pierwszy niemiecki dubbing)[14]
- 1955: Marianna moich marzeń (Marianne de ma jeunesse) jako Student
- 1955: Niebo bez gwiazd (Himmel ohne Sterne) jako Mischa Bjelkin
- 1956: Regine jako Karl Winter
- 1956: Chuligani (Die Halbstarken) jako Freddy Borchert
- 1957: Wyznania hochsztaplera Feliksa Krulla (Bekenntnisse des Hochstaplers Felix Krull) jako Feliks Krull
- 1957: Monpti (Love From Paris) jako Monpti
- 1958: Nasser Asphalt jako Greg Bachmann
- 1959: Nieletni świadek (Tiger Bay) jako Bronislav Korchinsky
- 1960: Siedmiu wspaniałych (The Magnificent Seven) jako Chico
- 1961: Raz, dwa, trzy (One, Two, Three) jako Otto Ludwig Piffl
- 1961: Fanny jako Marius
- 1963: Nine Hours to Rama jako Nathuram Godse
- 1963: Pustka (La noia) jako Dino
- 1966: Niewiarygodne przygody Marco Polo (La fabuleuse aventure de Marco Polo) jako Marco Polo
- 1967: Johnny Banco jako Johnny Banco
- 1967: Cervantes jako Miguel de Cervantes
- 1972: Wielki walc (The Great Waltz) jako Johann Strauss (syn)
- 1974: Zabójstwo w Catamount (Pittsville - Ein Safe voll Blut) jako Mark Kalvin
- 1977: Atak na Entebbe (Raid on Entebbe, TV) jako Wilfried Böse
- 1978: Powrót kapitana Nemo (The Return of Captain Nemo, TV) jako król Tibor
- 1979: Z piekła do zwycięstwa (Contro 4 bandiere) jako Jürgen Dietrich
- 1979: Ekspres pod lawiną (Avalanche Express) jako Scholten
- 1982: Afrodyta (Aphrodite) jako Harry Laird
- 1983: Sahara jako Von Glessing
- 1985: Kryptonim „Szmaragd” (Code Name: Emerald) jako Walter Hoffman
- 1988: I skrzypce przestały grać (And the Violins Stopped Playing) jako Dymitr Mirga
- 1992: Żelazny Orzeł 3 – Asy (Aces: Iron Eagle III) jako Leichmann
- 1992: Śmierć na sprzedaż (Touch and Die, TV) jako Limey
- 1993: Tak daleko, tak blisko (Faraway, So Close!) jako Tony Baker
- 1994: Fantaghiro 4 (Fantaghirò 4) jako Darken
- 1997: Życie jest piękne (Life Is Beautiful) jako dr Lessing
- 1998: Rejs pod przymusem (Voyage of Terror) jako kapitan
- 1998: Mulan jako Fa Zu (głos, niemiecki dubbing)[14]
- 2001: Wróg (The Enemy) jako dr George Ashton

### Seriale TV
- 1968: The Danny Thomas Hour jako Ivo
- 1976: Derrick jako Gerke
- 1976: Klimbim jako Dirigent
- 1977: Ucieczka Logana (Logan's Run) jako James Borden
- 1978: Fantastyczna wyspa (Fantasy Island) jako Charles Fleming
- 1978: Derrick jako Alexis
- 1978: Aniołki Charliego (Charlie’s Angels) jako Paul Ferrino
- 1978: Jak zdobywano Dziki Zachód (How the West Was Won) jako Sergei
- 1980: Derrick jako Richard Schulte
- 1983: Der Alte jako Wolf Daniel
- 1983: Derrick jako Arthur Dissmann
- 1986: Przeprawy (Crossings) jako Martin Goertz
- 1990: Réquiem por Granada jako Rey Muley Hasan

## Nagrody
| Rok  | Nagroda                                            | Kategoria                                                        | Film                                         |
| ---- | -------------------------------------------------- | ---------------------------------------------------------------- | -------------------------------------------- |
| 1956 | Srebrna Niemiecka Nagroda Filmowa                  | Najlepszy występ młodego aktora                                  | Niebo bez gwiazd (1955)                      |
| 1956 | Bambi                                              | Najlepszy aktor krajowy                                          | Niebo bez gwiazd (1955)                      |
| 1957 | Bambi                                              | Najlepszy aktor krajowy                                          | Wyznania hochsztaplera Feliksa Krulla (1957) |
| 1957 | Międzynarodowy Festiwal Filmowy w Karlowych Warach | Specjalne wyróżnienie                                            | Wyznania hochsztaplera Feliksa Krulla (1957) |
| 1957 | Nagroda „Bravo”                                    | Srebrna statuetka Bravo Otto dla najlepszego gwiazdora filmowego | —                                            |
| 1958 | Nagroda „Bravo”                                    | Złota statuetka Bravo Otto dla najlepszego gwiazdora filmowego   | —                                            |
| 1967 | Nagroda „Bravo”                                    | Srebrna statuetka Bravo Otto dla najlepszego piosenkarza         | —                                            |
| 1984 | Złota Niemiecka Nagroda Filmowa                    | Najlepszy występ aktora w roli pierwszoplanowej                  | Wenn ich mich fürchte (1984)                 |